# Føvling Sogn (Vejen Kommune)
 Denne artikel omhandler Føvling Sogn (Vejen Kommune). Der er også andre sogne med dette navn, se Føvling Sogn.
Føvling Sogn er et sogn i Malt Provsti (Ribe Stift).
Holsted Sogn var anneks til Føvling Sogn indtil 1895. Begge sogne hørte til Malt Herred i Ribe Amt. Føvling og Holsted dannede en sognekommune, men den blev senere  delt, så hvert af de to sogne var en selvstændig sognekommune. Ved kommunalreformen i 1970 indgik både Føvling og Holsted i Holsted Kommune, der ved strukturreformen i 2007 blev indlemmet i Vejen Kommune.
I Føvling Sogn ligger Føvling Kirke. Stenderup Kirke blev i 1902 indviet som filialkirke til Føvling Kirke, og Stenderup blev et kirkedistrikt i Føvling Sogn. I 2010 blev Stenderup Kirkedistrikt udskilt som det selvstændige Stenderup Sogn.
I Føvling og Stenderup sogne findes følgende autoriserede stednavne:
- Astofte (bebyggelse, ejerlav)
- Bobøl (bebyggelse, ejerlav)
- Bækbølling (bebyggelse, ejerlav)
- Fællesmark (bebyggelse)
- Føvling (bebyggelse, ejerlav)
- Gørdingbjerg (bebyggelse)
- Holleskov (bebyggelse, ejerlav)
- Holsted Stationsby (bebyggelse)
- Jeskær Høj (areal)
- Knude (bebyggelse)
- Lundtofte (bebyggelse)
- Lykkeskær (bebyggelse, ejerlav)
- Nielsby (bebyggelse, ejerlav)
- Senhøj (areal)
- Sorrild (bebyggelse)
- Stenderup (bebyggelse, ejerlav)
- Stenderup Bæk (vandareal)
- Stårup Bæk (vandareal)
- Sønderager (bebyggelse)
- Tirslund (bebyggelse, ejerlav)
- Tirslund Bjerg (areal)
- Tobøl (bebyggelse, ejerlav)
- Tved (bebyggelse)
- Åbølling (bebyggelse, ejerlav)
- Åtte (bebyggelse)